# Ялмар Рисер-Ларсен
Ялмар Рисер-Ларсен (на норвежки: Hjalmar Riiser-Larsen) е норвежки офицер, полярен изследовател, пионер в авиацията.

## Произход и младежки години (1890 – 1925)
Роден е на 7 юни 1890 година в Кристияния (днес Осло), Норвегия. На 19-годишна възраст постъпва във военноморската академия в Берген, която завършва през 1915 с офицерско звание. В Първата световна война Рисер-Ларсен не участва, тъй като Норвегия по време на войната е неутрална страна. След войната е назначен за ръководител на предприятие за строителство на самолети за морската авиация. През 1921 полага успешни изпити за лицензиран пилот и преминава на работа във военното министерство, като едновременно извършва и търговски полети.

## Полярни експедиции (1925 – 1931)

### Полет с Роалд Амундсен (1925)
През 1925 Рисер-Ларсен участва като пилот в неуспешния полет на Роалд Амундсен към Северния полюс, когато достигат до 87°43′ с. ш. 10°30′ з. д. / 87.716667° с. ш. 10.5° з. д., само на 136 мили от полюса.

### Полет на „Норвегия“ (1926)
На следващата година, отново с Роалд Амундсен и ръководител на полета италианецът Умберто Нобиле, Рисер-Ларсен участва в полета на дирижабъла „Норвегия“, който успява да прелети от Шпицберген през Северния полюс до Аляска.
През 1928, когато Умберто Нобиле извършва нов полет до Северния полюс с дирижабъла „Италия“ и претърпява авария Рисер-Ларсен е един от първите, които се включват в спасителната операция.

### Експедиция в Антарктика (1929 – 1931)
В периода 1929 – 1931 Рисер-Ларсен на кораба „Норвегия“ (285 т) ръководи норвежка антарктическа експедиция финансирана от норвежкия корабовладелец Ларс Кристенсен. На борда на кораба е натоварен малък хидроплан, с който ще се извършат облитания на по-големи територии.
Но остров Буве норвежците построяват два склада и ги снабдяват с храни и оборудване и оттам продължават на югоизток. В района на 65° ю.ш. и 50° и.д. корабът достига да непроходими ледове и преустановява движението си. Оттам на 28 декември 1929 с хидросамолета Рисер-Ларсен облита участък от крайбрежието на Земя Ендърби и открива залива Амундсен (67°00′ ю. ш. 50°00′ и. д. / 67° ю. ш. 50° и. д.), където на крайбрежието му издига норвежкото знаме. През януари и февруари 1930 открива Земя кралица Мод (28º – 38º и.д.), Бряг принцеса Марта (3º 30` и.д. – 20º з.д.), Бряг принц Олаф (40º – 48º и.д.), нос Норвегия (71°18′ ю. ш. 12°13′ з. д. / 71.3° ю. ш. 12.216667° з. д.) и на югозапад от него Тюленовия залив (72°00′ ю. ш. 13°00′ з. д. / 72° ю. ш. 13° з. д.), от където „Норвегия“ взема курс на север и заминава на зимуване в Южна Африка.
През следващия летен сезон (декември-март) на 1930 – 1931 извършва околосветско плаване от запад на изток в антарктическите ширини и на 16 – 21 февруари 1931 открива Бряг принцеса Ранхилда (20º – 33º 30` и.д.), п-ов Рисер-Ларсен (34º и.д.) и залива Лютцов-Холм (38º и.д.).
Общо за двата летни сезона Рисер-Ларсен открива над 2 хил. км от бреговата линия на Антарктида.

## Следващи години (1932 – 1965)
През 1933 Рисер-Ларсен се уволнява от армията и постъпва на работа в гражданската авиокомпания „Det Norske Luftfartsselska“ (DNL) и скоро става директор на компанията. След окупацията на Норвегия от Фашистка Германия емигрира в Лондон, а оттам в САЩ, където координира военната и военноморската авиация и създава тренировъчен лагер за норвежки летци.
През 1944, след освобождението на Норвегия, на основата на съществуващите авиоподразделения се създават Кралските военновъздушни сили на Норвегия и техен командващ става Рисер-Ларсен, който междувременно се връща в армията вече като адмирал. През 1946 отново напуска армията и се връща в DNL. През този период започва формирането на нова авиокомпания „Scandinavian Airlines System“, която обединява трите национални авиопревозвача на скандинавските страни. В SAS той отговаря за междуконтиненталните полети и за главна негова заслуга се считат осъществяването на полетите до Северна Америка и Далечния изток през Северния полюс.
Умира на 3 юни 1965 година в Копенхаген, Дания, на 74-годишна възраст.

## Памет
Неговото име носят:
- връх Рисер Ларсен (66°46′ ю. ш. 50°40′ и. д. / 66.766667° ю. ш. 50.666667° и. д., 876 м), в Антарктида, Земя Ендърби;
- море Рисер-Ларсен, в южната част на Индийския океан, край бреговете на Антарктида;
- полуостров Рисер-Ларсен (68°55′ ю. ш. 34°00′ и. д. / 68.916667° ю. ш. 34° и. д.), в Антарктида, Земя кралица Мод;
- шелфов ледник Рисер-Ларсен (71° 45` – 76° 10` ю.ш., 11° 15` – 27° 15` з.д.), в Антарктида, Земя кралица Мод.

## Трудове
- "The „Norvegia“ Antarctic Expedition of 1929 – 1930", The Geogr. Review, 1930.